# Kombiwar

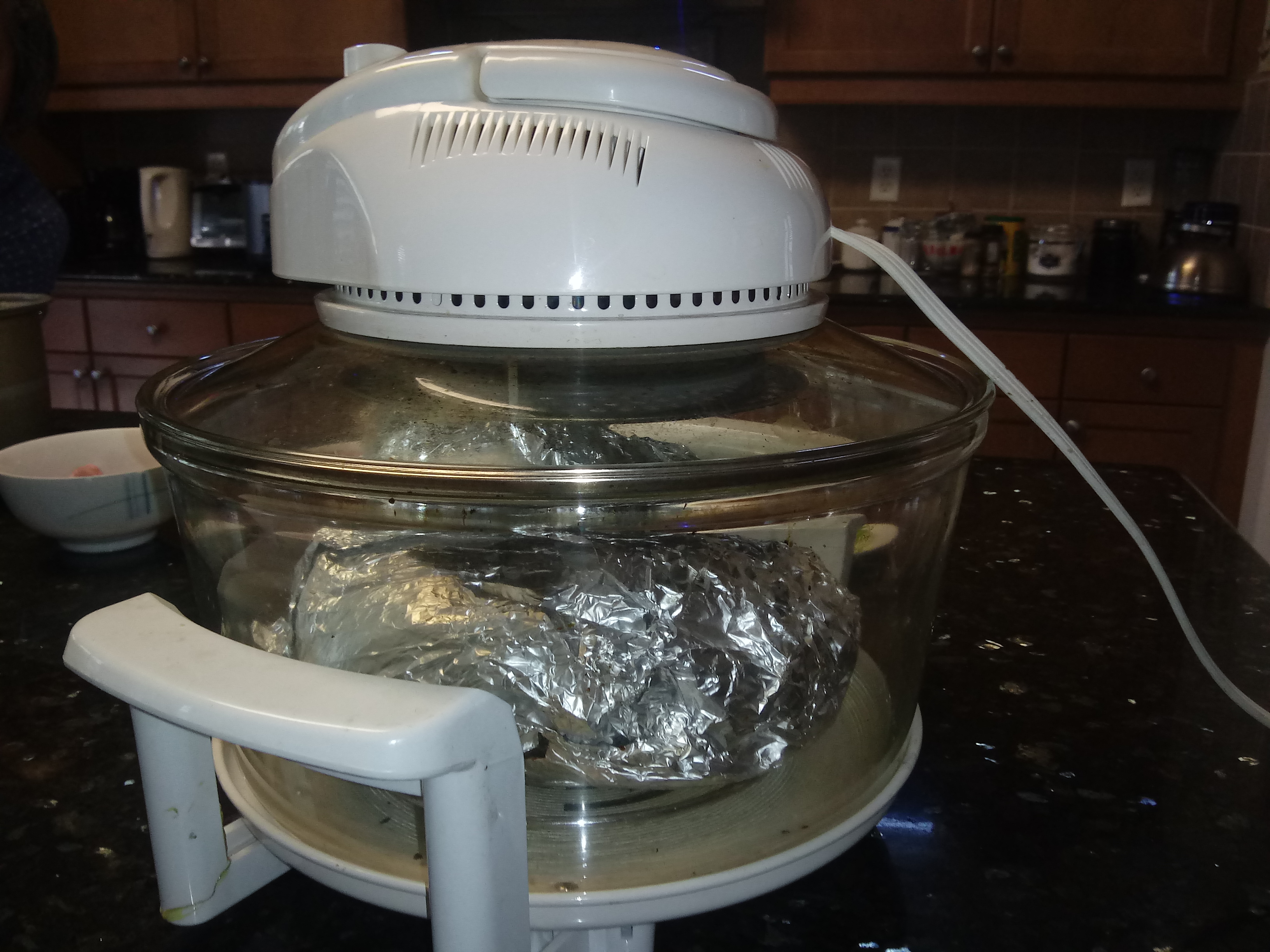
Kombiwar

Kombiwar – sprzęt kuchenny składający się z naczynia, panelu sterowniczego oraz pokrywy grzejnej, wyposażonej w wentylator, dzięki któremu znajdujące się w naczyniu produkty są owiewane strumieniem gorącego powietrza (termoobieg). Taka konstrukcja powoduje, iż produkty są pieczone szybko i równomiernie.